# Marégrafo

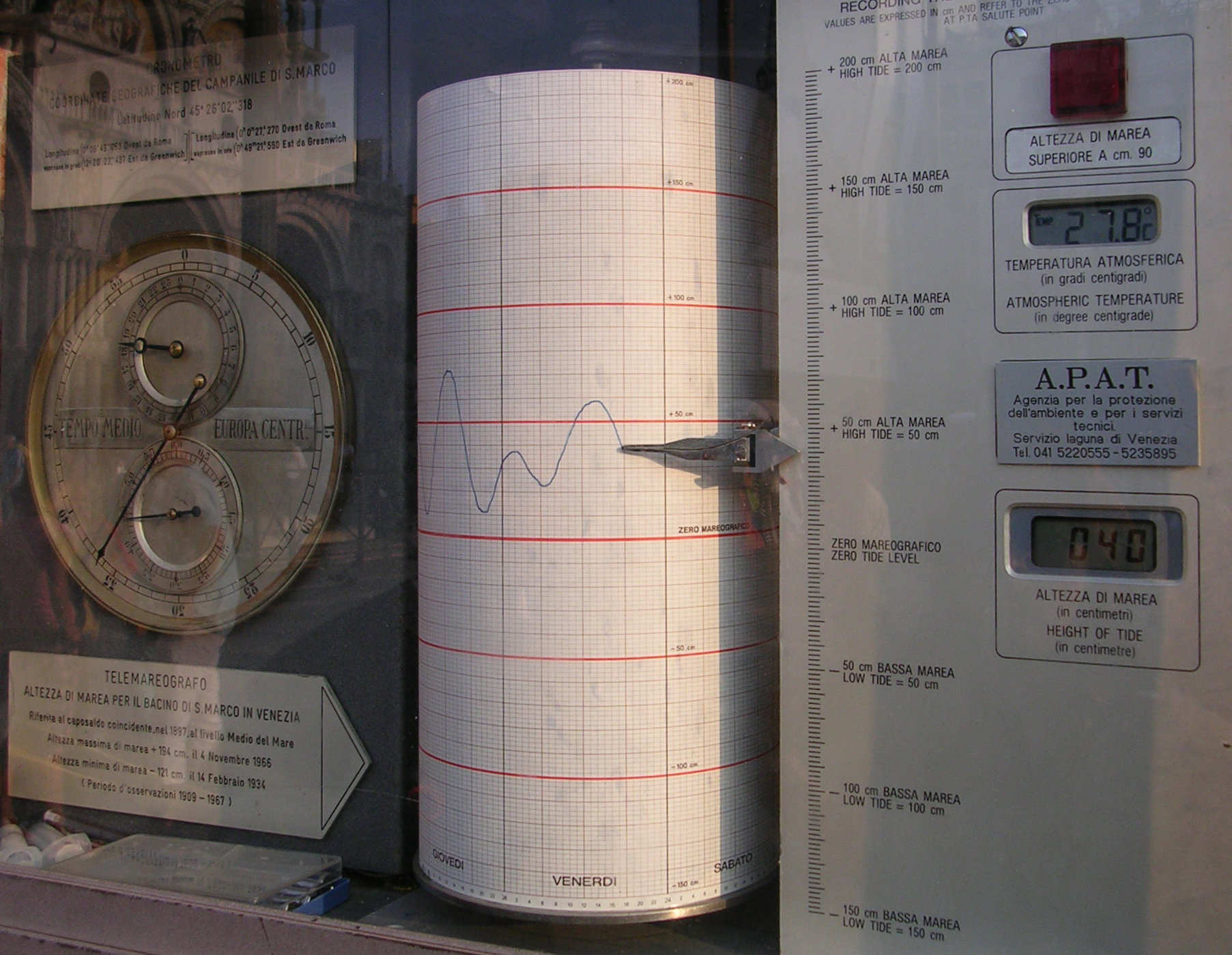
Marégrafo da Praça São Marco, Veneza, Itália

O marégrafo (do francês maré[o]graphe) é o instrumento que registra automaticamente o fluxo e o refluxo das marés em um determinado ponto da costa.
Ao registro produzido, sob a forma de gráfico, denomina-se maregrama (do francês marégramme), que é usado para calcular o nível médio do mar, bem como para estudar o comportamento das marés. Suas observações também são usadas para calcular o zero hidrográfico (altura arbitrariamente um pouco abaixo do nível mínimo do mar) e o nível de referência na cartografia.

## Tipos de marégrafos
Marégrafos  de  pressão: servem para medir variações em águas profundas, em alto-mar. Seu funcionamento consiste no registro da quantidade de coluna  d’água  que está acima  dele e na variação dessa coluna. Ficam presos ao fundo de estuários em plataformas rígidas que evitam o movimento do aparelho.
Linígrafos   de   bóia:  possuem um flutuador preso a um cabo ou a uma  fita de aço que transmite o movimento decorrente da variação de nível de água, acoplado a um sistema que mobiliza uma pena  sobre  um  gráfico  de  papel em movimento.
Marégrafos digitais: desenvolvidos mais recentemente, são medidores de nível de marés e consistem em uma  régua  montada  em módulos onde ficam os sensores e uma   unidade de controle. Os dados armazenados podem ser transferidos para um aparelho coletor de dados ou diretamente para um microcomputador,  por  meio  de  placa modem  e linha telefônica, fazendo com que possam ser obtidos online.

## Sensores electrónicos

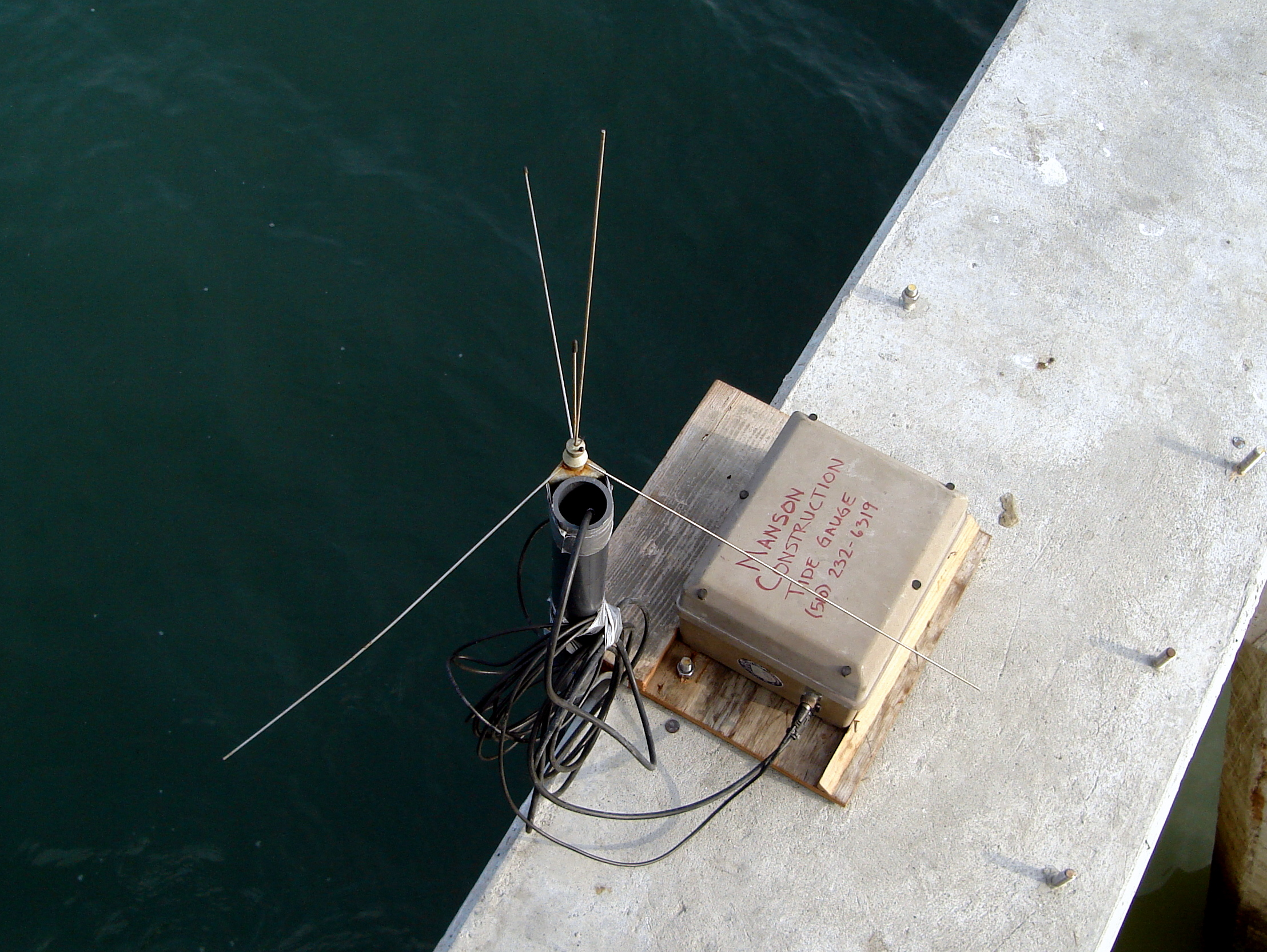
Emeryville, California, Estados Unidos
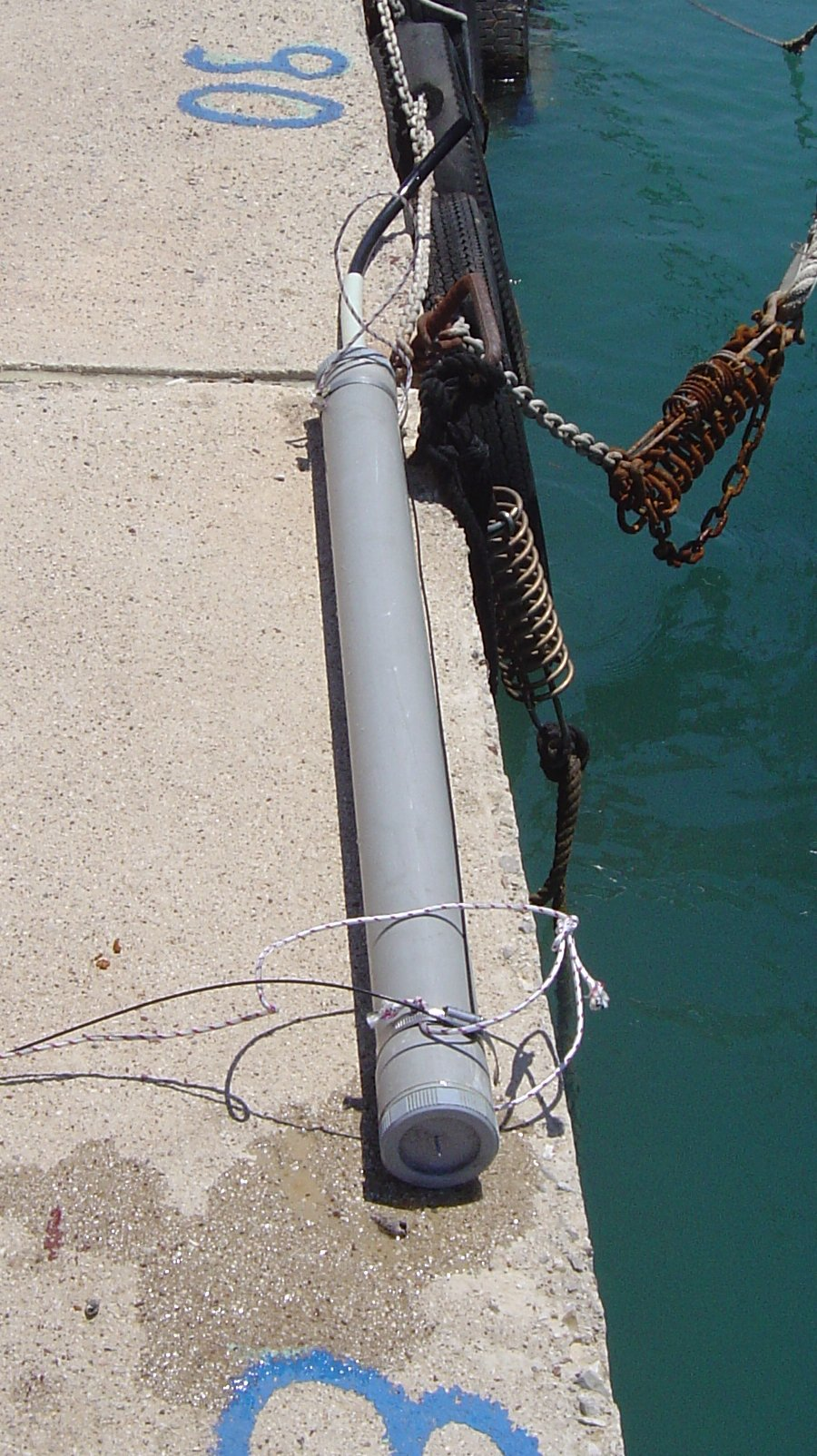
Sensor eletrônico prestes a ser instalado

## Dispositivos de registro

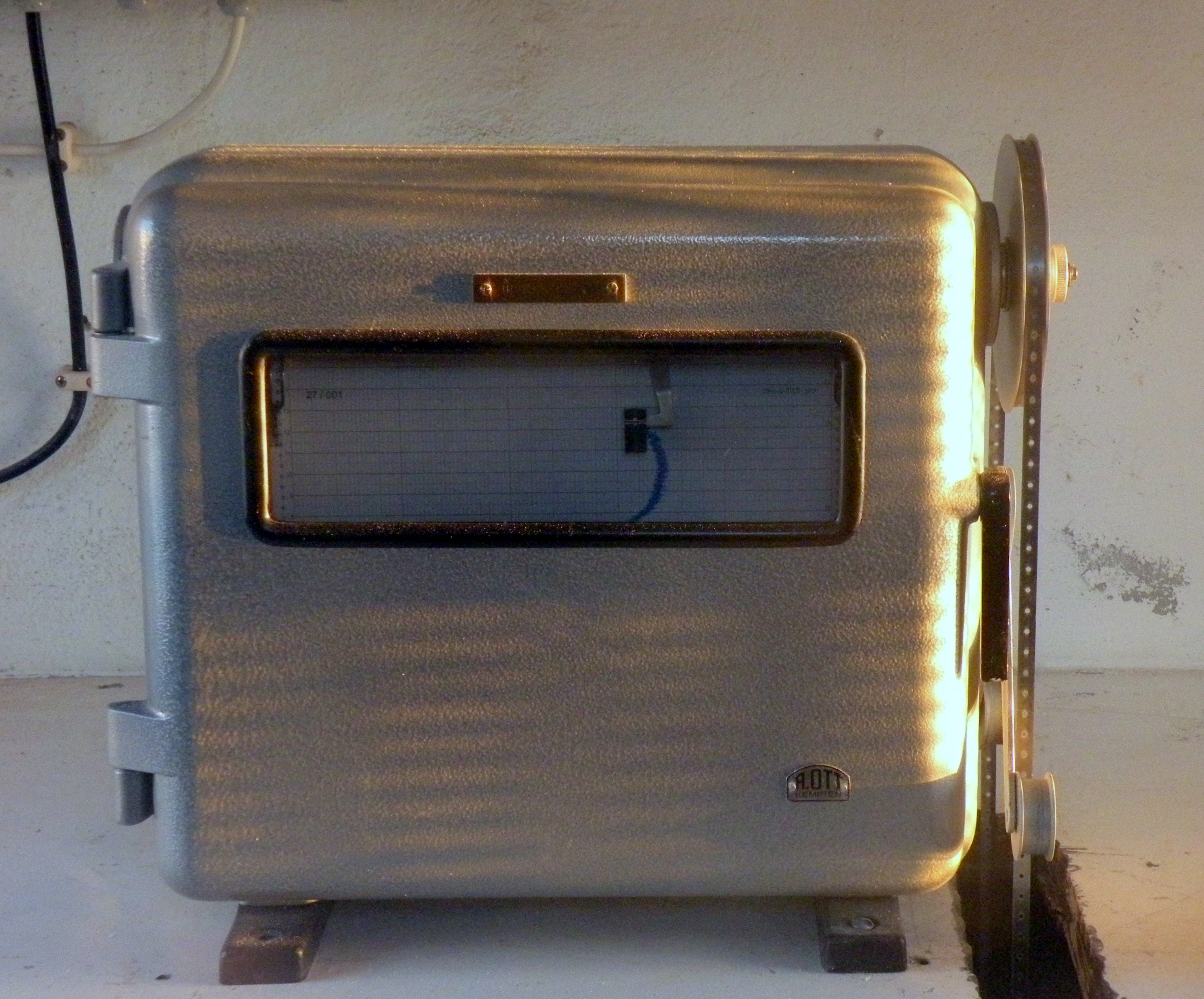
Porto, Portugal
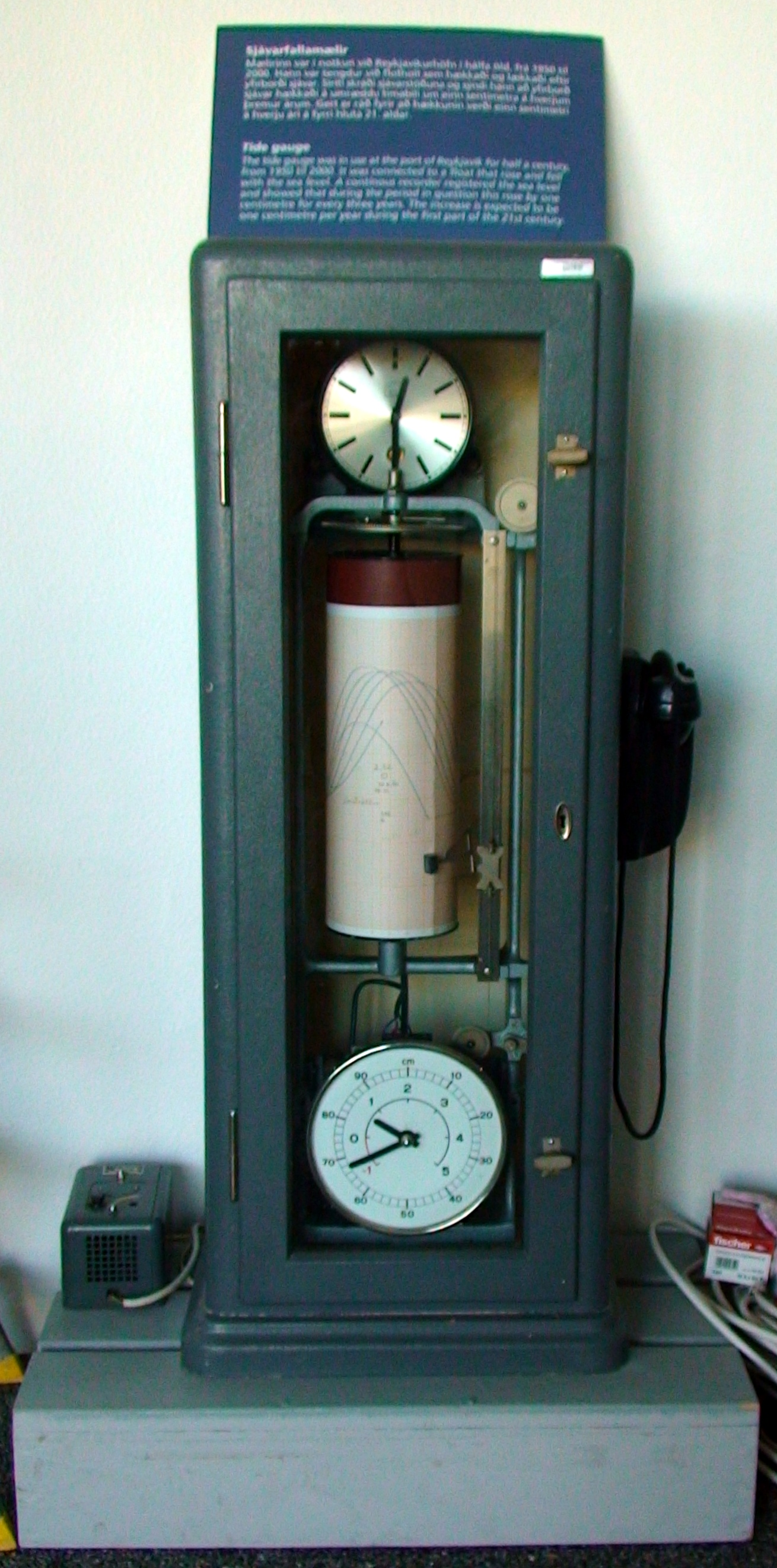
Reykjavik, Islândia
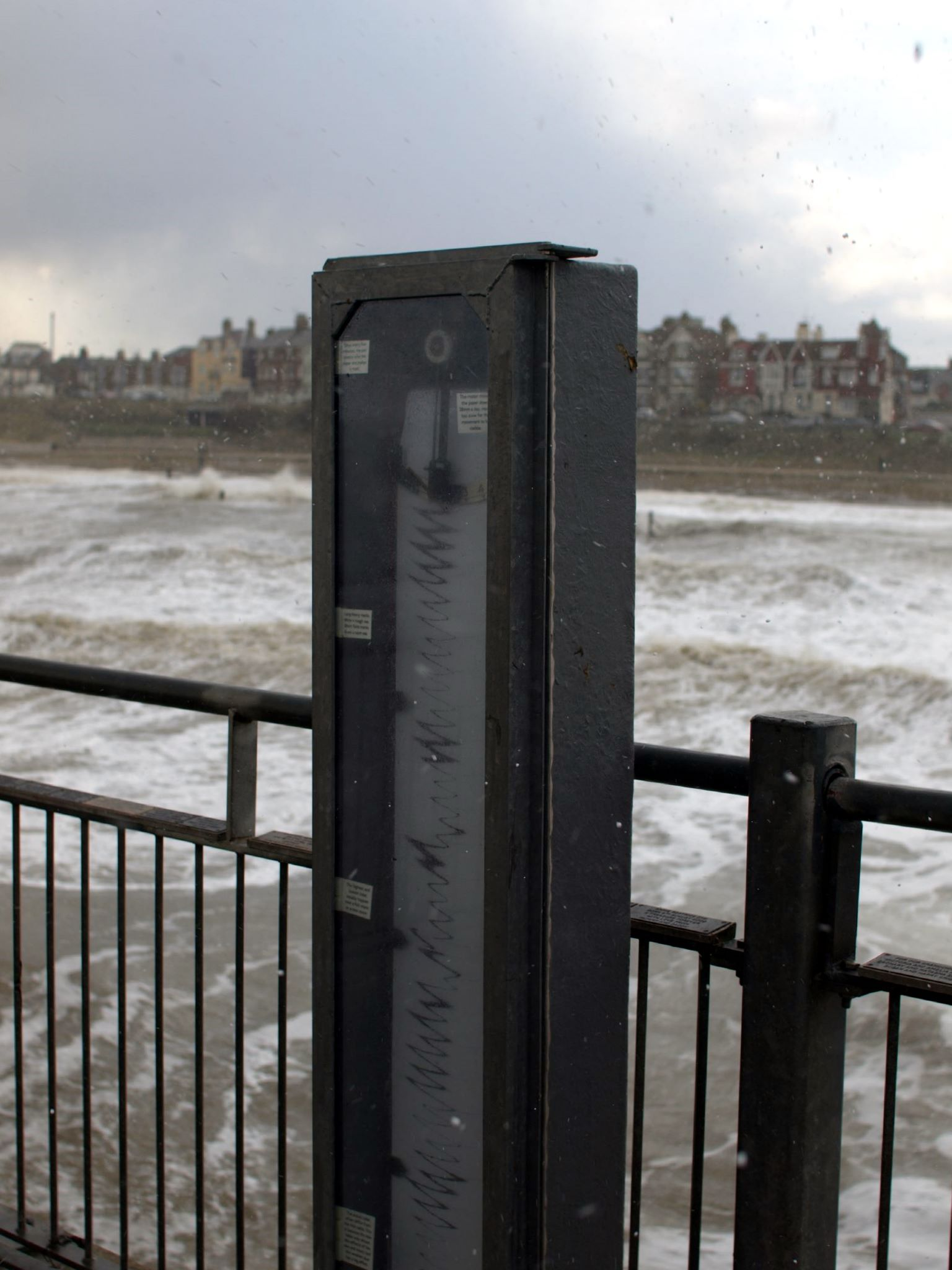
Southwold, England

## Edificações

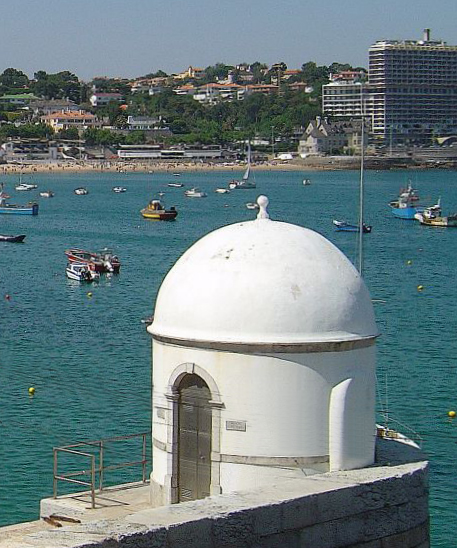
Cascais, Portugal
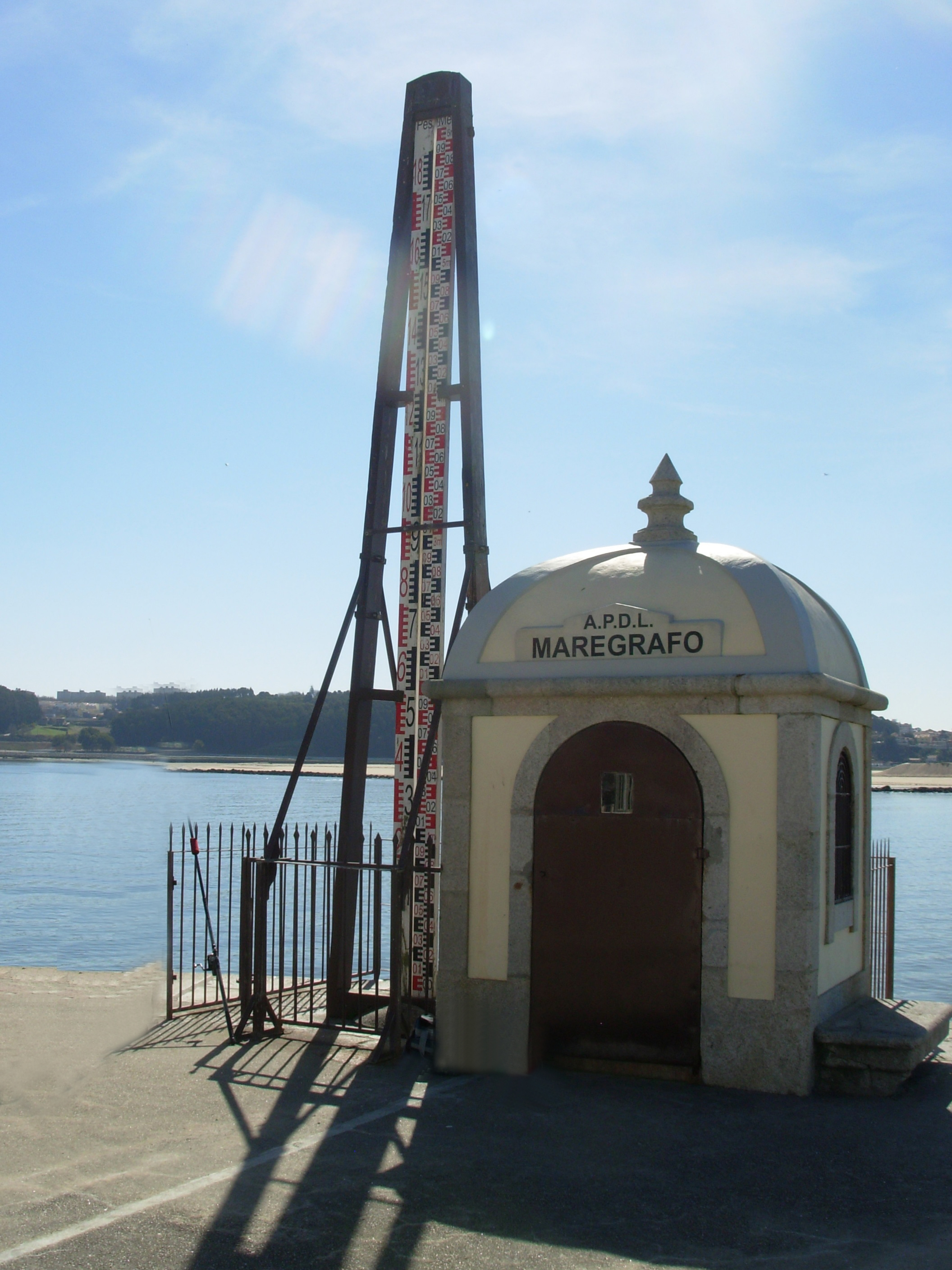
Porto, Portugal
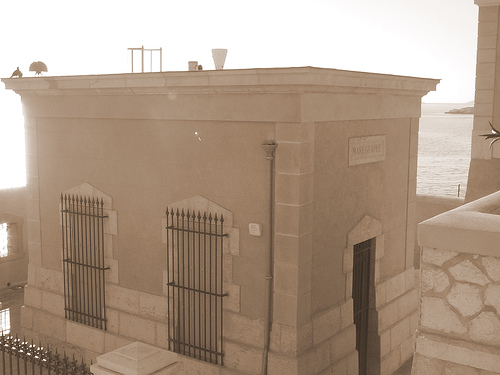
Marselha, França
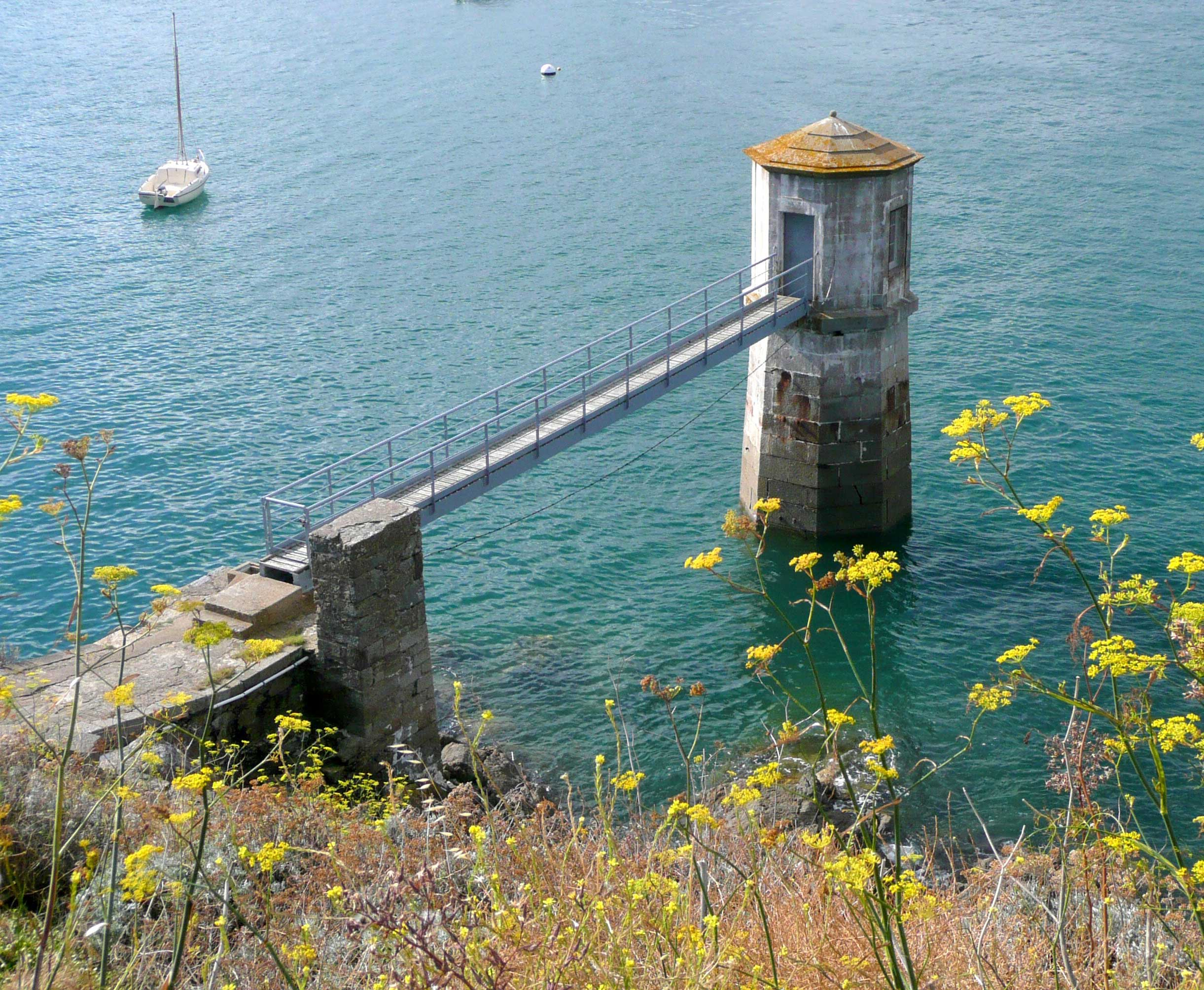
Saint Malo, França

## Relógios de Maré

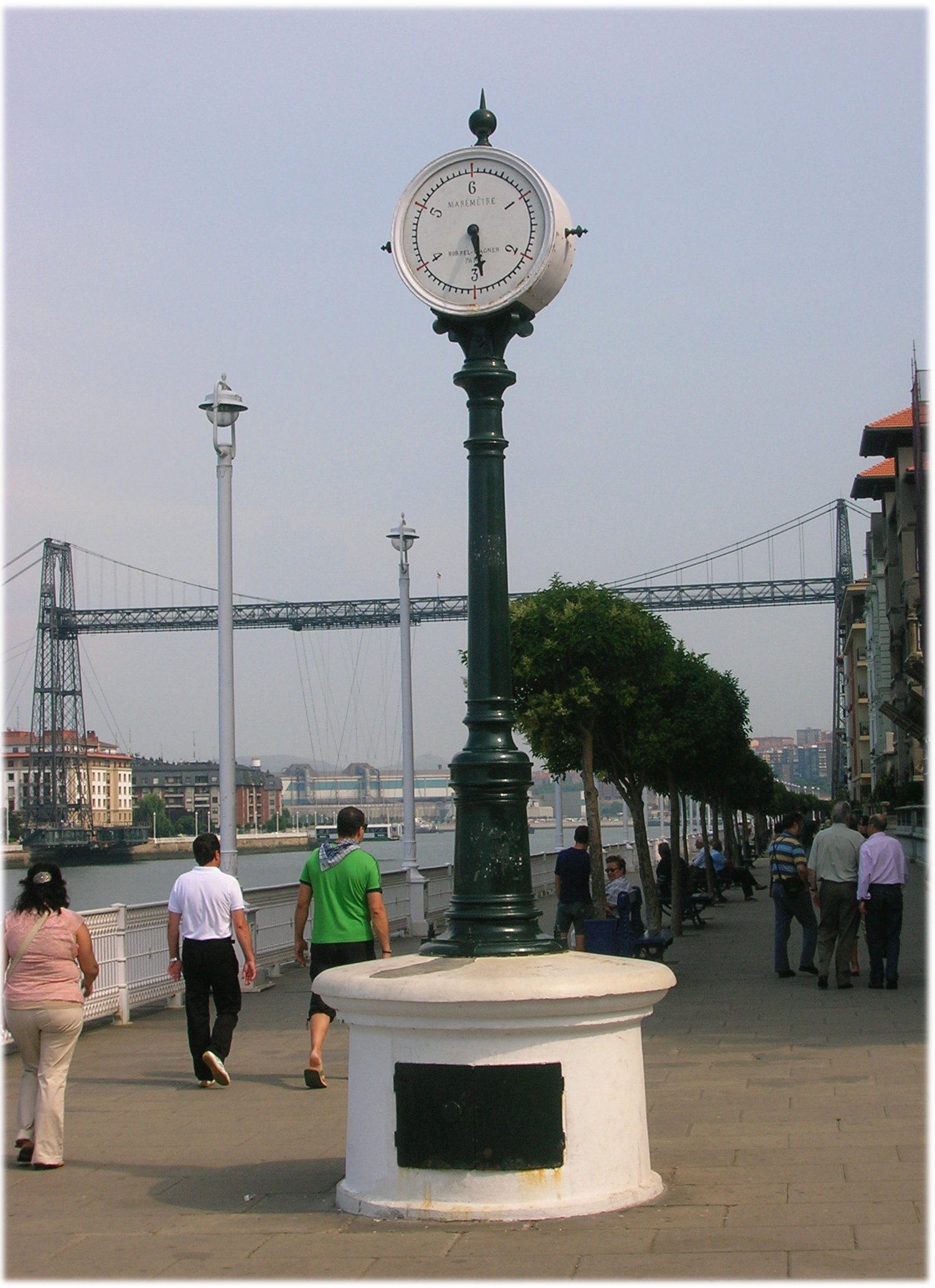
Portugalete, Espanha
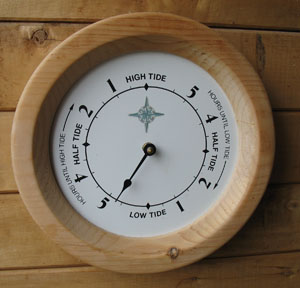
Relógio de Maré